# Miguel Capuccini
Miguel Capuccini, född 5 januari 1904, död 9 juni 1980, var en fotbollsmålvakt från Uruguay. Capuccini deltog i Uruguays trupp i Världsmästerskapet i fotboll 1930 där laget vann guld. Han spelade totalt sex matcher för Uruguay, dock inga under världsmästerskapet.